# Dysseldorp
Dysselsdorp és una petita ciutat rural situada a la província sud-africana del Cap Occidental.

## Geografia
Travessada per la N12, Dysselsdorp es troba als peus de la serralada Kamanassie, a uns 30 km a l'est d'Oudtshoorn.
Dysselsdorp està format per 5 sectors formats per antigues localitats rurals petites: Ou Dysseldorp, Bloupunt, Waaikraal, Bokkraal i Varenskloof.

## Demografia
Segons el cens de 2011, Dysselsdorp té 12.544 habitants (94,91% coloureds, 3,94% de negres i 0,37% de blancs). La principal llengua materna dels residents és l'afrikaans (96,62%).

## Història
La regió va ser habitada originàriament pels boiximans. Els primers europeus que van explorar la zona van ser comerciants i caçadors cap al 1689, dirigits per guies griqua. Tot i que aleshores van explorar tota la vall del Petit Karoo, no va ser fins 100 anys després que els primers agricultors es van establir a la regió.
Dysselsdorp va ser fundada el 1838 com a estació de missió per la London Missionary Society. Gestionada des de 1926 pel municipi de Oudtshoorn, aquesta ciutat rural formada per diverses ciutats està habitada principalment per descendents d'antics esclaus i per poblacions mestisses.

## Indústria local
La ramaderia és la principal activitat econòmica de la regió.